# Zeleniv, Rohatîn
Zeleniv (în ucraineană Зеленів) este un sat în comuna Verhnea Lîpîțea din raionul Rohatîn, regiunea Ivano-Frankivsk, Ucraina.

## Demografie
Componența lingvistică a localității Zeleniv
     Ucraineană (100%)
Conform recensământului din 2001, toată populația localității Zeleniv era vorbitoare de ucraineană (100%).